# Baotit
Baotit Ba4Ti4(Ti, Nb, Fe)4(Si4O12)O16C là một khoáng sản hiếm của silic. Nó có cấu trúc tinh thể là hệ tinh thể bốn phương, mặc dù thường bị biến dạng thay đổi thành hệ tinh thể đơn nghiêng. Được đặt tên theo nơi khám phá đầu tiên, Bao Đầu, Trung Quốc, baotit đã được tìm thấy trong các mạch địa chất đá ở các địa điểm khác nhau trên thế giới.

## Cấu trúc
Cấu trúc tinh thể của baotit là hệ tinh thể bốn phương, trong đó (Ti, Nb, Fe) -octahedra liên kết các cạnh, tạo thành chuỗi và liên kết chéo ở các góc; các chuỗi này tương tự như các chuỗi trong rutil. Bốn tứ diện silicat chia sẻ các góc tạo các vòng tròn đặc trưng trên mặt phẳng vuông góc với trục vít. Cation bari ở giữa các vòng và các chuỗi rutil, trong khi chloride làm đầy khoảng trống giữa mỗi vòng. Sự có mặt của clo không cần thiết để cấu trúc cân bằng điện tích.

## Sự xuất hiện địa chất
Mẫu đầu tiên của baotit được tìm thấy cùng với galena, pyrit, albite, aegirin và amphibol kiềm trong thạch anh cắt tại mỏ Bayan Obo ở Trung Quốc. Các loại hạt từ quận Ravalli, Montana  được tìm thấy trong lớp vỏ canxit mỏng trên quần thể Eschynite trong tĩnh mạch cacbon. Baotit cũng tìm thấy ở sông Haast, New Zealand như là một giai đoạn phụ trợ của các tĩnh mạch cacbonatit, fenit và thủy nhiệt có liên quan đến một con đê bao. Sự xâm nhập đê của các magmas có nguồn gốc từ mantle-derived có thể là do gần ranh giới của dãy núi Alpine trên đảo phía nam, New Zealand.